# Щербаков, Дмитрий Иванович (учёный)
Дмитрий Иванович Щербако́в (1 [13] января 1893, Новозыбков, Черниговская губерния — 25 мая 1966, Москва) — советский учёный в области геологии, минералогии, геохимии и географии. Доктор геолого-минералогических наук (1936), профессор (1946). Академик АН СССР (1953), Лауреат Ленинской премии (1965), Заслуженный деятель науки и техники Киргизской ССР (1963).

## Биография
Родился 1 (13) января 1893 года в уездном городе Новозыбкове Черниговской губернии Российской империи (ныне административный центр Новозыбковского района Брянской области Российской Федерации) в семье служащих Ивана Самсоновича и Юлии Львовны Щербаковых. Русский.
Отец Дмитрия Ивановича был инженером путей сообщения, мать в частном порядке преподавала итальянский язык и пение. В самом конце XIX века Ивану Самсоновичу предложили должность начальника участка на Курско-Харьковско-Севастопольской железной дороге, и чета Щербаковых переехала в Харьков. Здесь прошли первые школьные годы будущего академика. Около 1906 года в связи с тяжёлой болезнью главы семьи Щербаковы перебрались в Санкт-Петербург, где Дмитрий Иванович продолжил учёбу в столичной гимназии № 6, которую окончил в 1911 году с золотой медалью.
В школьные годы Д. И. Щербаков много читал. Огромное влияние на него оказали произведения французского писателя Ж. Верна. Сам Дмитрий Иванович впоследствии отмечал:

Я очень любил известную трилогию Жюля Верна «Дети капитана Гранта», «80 тысяч лье под водой» и «Таинственный остров», в особенности последний. Мне очень импонировало то, что люди с инженерным образованием умели извлекать из природы всё, что было необходимо для превращения острова в удобное местопребывание и для использования его природных богатств.— Щербаков Д. И. Мои путешествия. Как я стал географом.
Научно-фантастическая и приключенческая литература сформировали в нём «представление о могуществе техники и науки, подчиняющих природу», и развили его интерес к инженерному делу. Увлечение творчеством классика научной фантастики не прошло даже с годами. В середине пятидесятых годов XX века, уже будучи академиком, Д. И. Щербаков охотно писал комментарии к послевоенным изданиям книг Жюля Верна «Путешествие к центру Земли», «Путешествие и приключения капитана Гаттераса», «Вокруг света за 80 дней» и другим произведениям писателя.

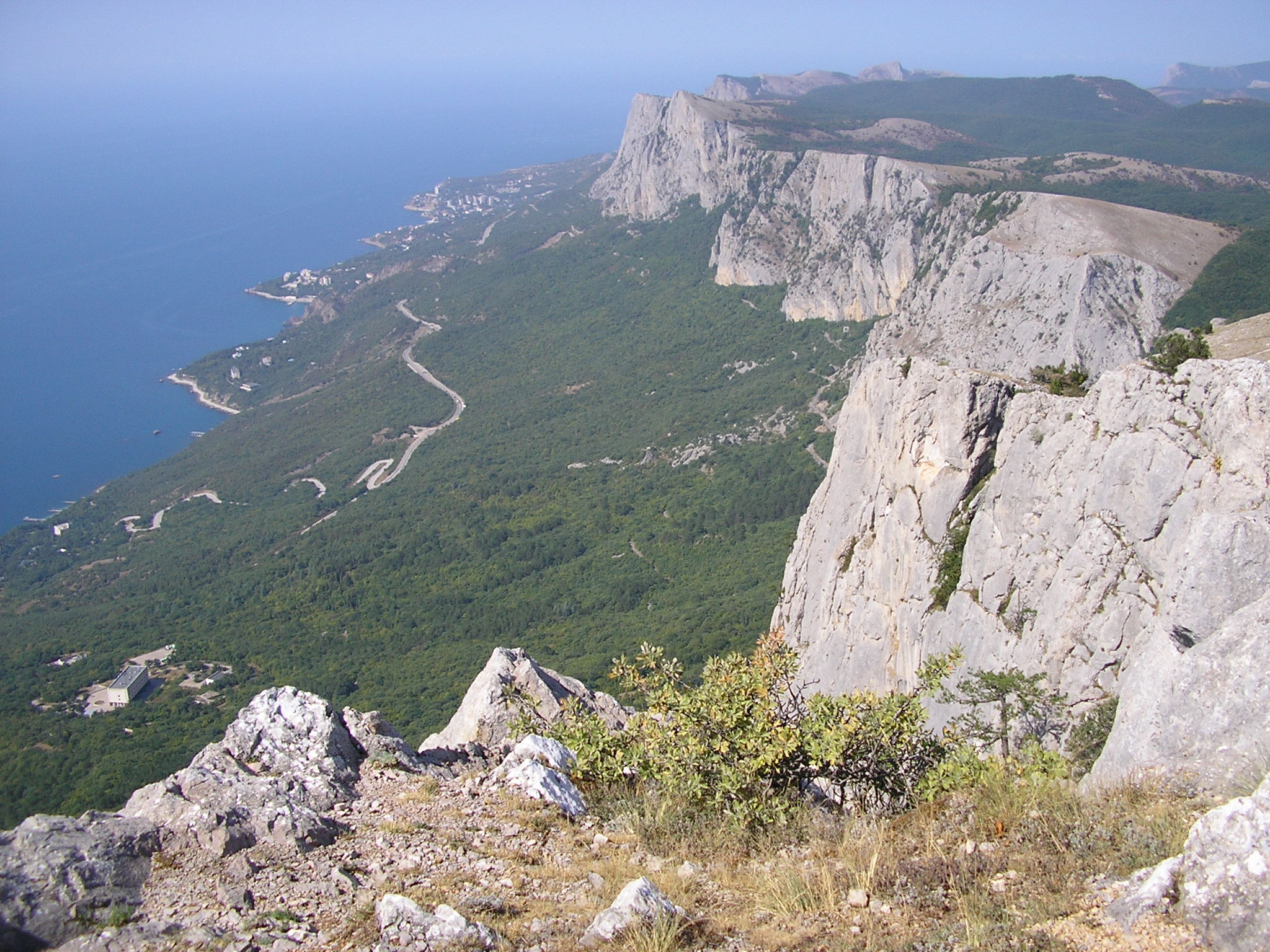
Ай-Петринская яйла

Ещё одним детским увлечением Д. И. Щербакова был пешеходный туризм. С 1900 года Щербаковы ежегодно проводили лето на южном берегу Крыма в Симеизе на дачах друзей и сослуживцев Ивана Самсоновича. Вместе с местными мальчишками Дмитрий Иванович облазил все окрестные скальные массивы и пещеры, увлечённо исследовал морское побережье и известняковые отложения на мысе Ай-Тодор, богатые окаменелостями ископаемых организмов. Как-то летом в их компании оказался студент Московского университета И. И. Пузанов, будущий профессор и доктор биологических наук. Ребята поднялись на Ай-Петринскую яйлу к перевалу Ат-Баш, и Иван наглядно показал своим молодым спутникам разницу между мраморовидными известняками яйлы и кристаллами андезитов горы Пиляки. Здесь же они осмотрели вулканические туфы и брекчии. Всё это произвело на Дмитрия Ивановича неизгладимое впечатление.
«Южный берег Крыма и Яйла — вот мои первые университеты природы, развившие страсть к путешествиям, умение наблюдать и пользоваться картами», — вспоминал впоследствии академик Д. И. Щербаков.

### Образование

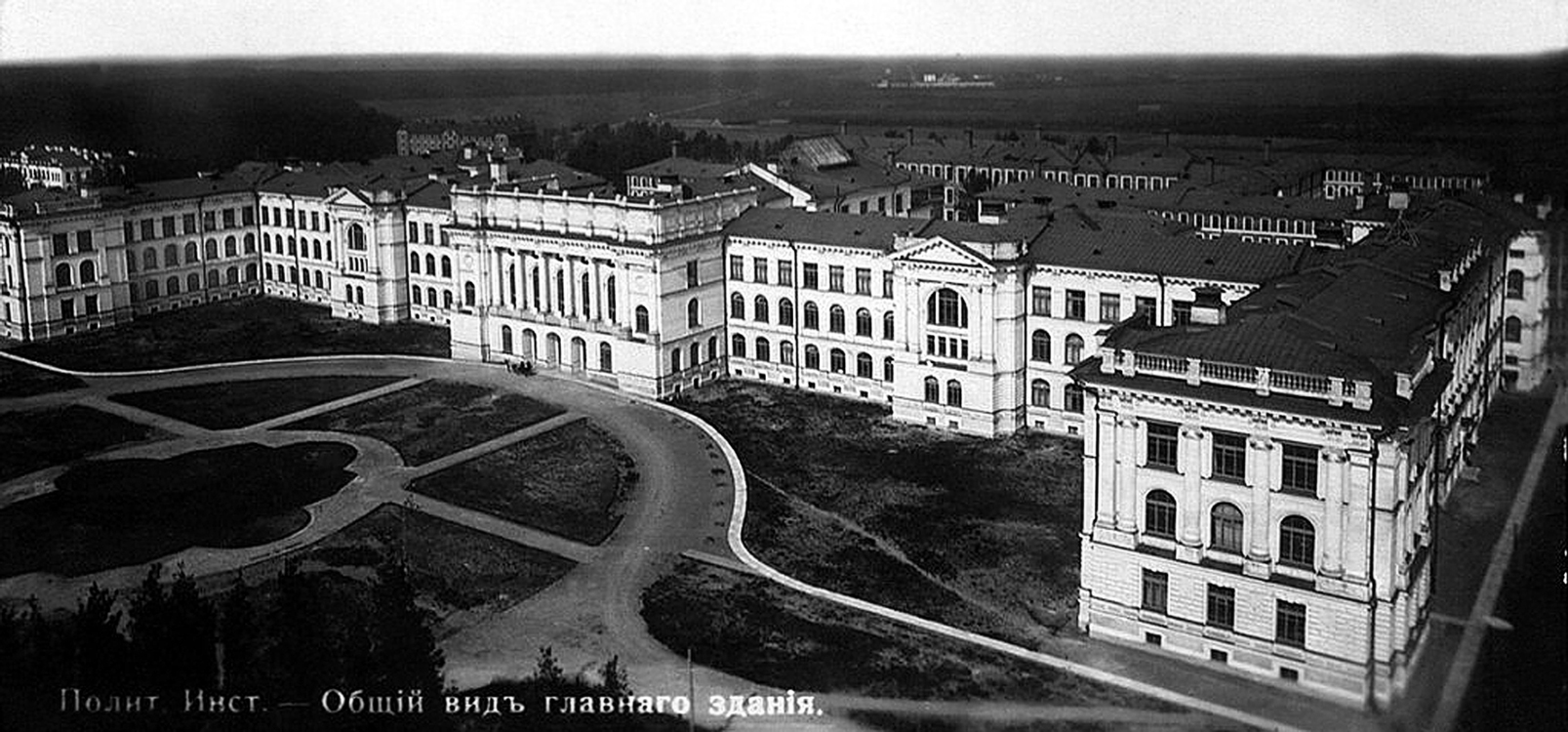
Санкт-Петербургский политехнический институт

После окончания гимназии, Д. И. Щербаков поступил на металлургическое отделение Санкт-Петербургского политехнического института имени Петра Великого. Учился Дмитрий Иванович блестяще, и, вероятно, мог бы стать отличным инженером-металлургом. Но гораздо больше его увлекали занятия в лаборатории профессора Ф. Ю. Левинсона-Лессинга, которые он посещал с 1913 года. Молодой студент увлечённо работал над изучением вулканических пород Крымского полуострова. Результатом его петрографических исследований стала публикация в «Известиях Петроградского политехнического института» первой научной работы: «Лименский выход изверженных пород». Франц Юльевич высоко ценил подающего надежды студента. Именно по его рекомендации в 1914 году Д. И. Щербаков в должности старшего коллектора принял участие в организованной академиком В. И. Вернадским Ферганской радиевой экспедиции.
В 1915 году Д. И. Щербаков женился на подруге детства Вере Дмитриевне Алчевской, внучке крупного харьковского банкира и промышленника А. К. Алчевского. Первая мировая война внесла в их семейную жизнь свои коррективы. 5 июня 1915 года с целью координации работы военно-общественных организаций для нужд армии и обороны государства был создан Центральный комитет военно-технической помощи, и патриотически настроенный студент начал работу в комиссии сырья и химических материалов. Уже скоро Дмитрий Иванович уехал в экспедицию к Белому морю искать слюду для зарождавшейся в стране авиационной промышленности. Работая в комиссии, молодой студент сблизился с профессором А. Е. Ферсманом, знакомство с которым в последующем переросло в многолетнюю дружбу.
1915 год стал последним годом учёбы Дмитрия Ивановича в Петроградском политехническом институте. Взяв академический отпуск, студент четвёртого курса Д. И. Щербаков сосредоточился на работе в комиссии. В 1916 году, отправив беременную жену в Крым, Дмитрий Иванович по заданию Комитета военно-технической помощи уехал в командировку на Средний Урал, где ему предстояло оценить запасы месторождения алунита. По возвращении из командировки, отчитавшись перед комиссией о проделанной работе, он отправился к семье в Симеиз. Рождение в 1917 году дочери Ксении, революционные события в Петрограде и начавшаяся Гражданская война задержали его в Крыму почти на два года. Это время Щербаковы провели в Симеизе и Кикинеизе. Чтобы прокормить семью, Дмитрий Иванович брался за любую работу. Лишь летом 1918 года ему удалось вырваться в Петроград. Работа политехнического института, однако, в это время была приостановлена, и Щербакову пришлось устроиться в отдел каменных строительных материалов Комиссии по изучению естественных производительных сил России при Российской академии наук. В должности научного сотрудника КЕПСа Д. И. Щербаков вернулся в Крым, где выполнял отдельные поручения руководства комиссии. В 1919 году Дмитрий Иванович всё же решил завершить высшее образование и поступил на естественное отделение физико-математического факультета Таврического университета (с февраля 1921 года — Крымский университет имени М. В. Фрунзе). Одновременно с учёбой около двух лет Щербаков работал ассистентом по геологии профессора В. А. Обручева. Университет Дмитрий Иванович окончил с золотой медалью в 1921 году.
Получив диплом, Д. И. Щербаков вернулся на работу в КЕПС, где трудился до 1930 года в должности научного сотрудника отдела нерудных ископаемых. Выполняя задания Комиссии, Дмитрий Иванович некоторое время работал в Крыму, исследуя карстовые явления на яйле и определяя их роль в формировании водных ресурсов полуострова. Он также вёл разведку строительных материалов и минерального сырья, необходимых для восстановления разрушенной гражданской войной экономики Крыма.
В 1922 году Щербаков с семьёй переехал в Петроград. В годы Гражданской войны многие вузовские преподаватели и научные работники покинули Россию. В 1920-е годы в стране остро не хватало кадров для возрождавшейся системы высшего образования и научных учреждений. Недавнего выпускника Крымского университета параллельно с работой в КЕПСе назначили на ряд вакантных должностей в различных заведениях: с 1922 по 1923 год он являлся хранителем Минералогического музея Первого Петроградского политехнического института имени М. И. Калинина, с 1922 по 1927 год был ассистентом кафедры геологии Петроградского (с 1924 года — Ленинградского) государственного университета.

### Радиевый институт и АН СССР

Тюя-Муюнское месторождение радиевых руд

Преподавательская и административная деятельность в тот момент не особо привлекали Щербакова. Он мечтал о настоящей научно-исследовательской работе. В 1924 году он выбил для себя место в научной экспедиции в Фергану и вместе с академиком А. Е. Ферсманом участвовал в исследовании Тюя-Муюнского месторождения радиевых руд. Когда в 1925 году представилась возможность устроиться в Государственный радиевый институт, он думал недолго. В том же 1925 году в должности старшего радиолога геохимического отдела института Д. И. Щербаков вновь едет в командировку в Среднюю Азию, участвует в экспедиции в пустыню Каракумы, затем исследует месторождения сурьмо-ртутных и плавиковых руд в Киргизии и на Алтае. В 1926 году, уже будучи заведующим минералого-геохимическим отделом ГРИ, он совместно с Р. Л. Самойловичем проводит оценку запасов Хибинского апатитового месторождения на Кольском полуострове. В том же году, работая в экспедиции А. Е. Ферсмана, Дмитрий Иванович изучает серные бугры среднеазиатских пустынь, делает детальное географическое описание исследуемого района, на основании своих наблюдений высказывает предположение о наличии в центральной части пустыни линз пресной воды на солёных грунтовых водах, а также о возможности пополнения запасов этих линз за счёт сбора дождевых вод на поверхностях такыров.
Лето 1927 года оказалось одним из самых тяжёлых периодов в жизни Д. И. Щербакова. За неосторожно сказанные критические слова в адрес Советской власти в июне была арестована его мать. За контрреволюционную деятельность Юлия Львовна была осуждена по статье 58 параграф 10 Уголовного кодекса РСФСР и приговорена к 3 годам ссылки в Нарымский край. Ходатайства родных и друзей, а также заступничество известных правозащитников Е. К. Пешковой и М. Л. Винавера не помогли. Дмитрий Иванович сильно переживал, и в сентябре его «от греха подальше» отправили в Хибины исследовать выходы апатито-нефелиновых руд на недавно открытом месторождении на плато Расвумчорр. По возвращении Щербакова с Кольского полуострова руководство радиевого института через Академию наук СССР направило его в длительную заграничную командировку. За четыре месяца пребывания в Европе, Д. И. Щербаков успел поучаствовать в работе съезда Немецкого минералогического общества, посетить оловорудные, полиметаллические, радиевые и серные месторождения в Германии, Чехословакии и Италии, осмотреть европейские минералогические музеи, приобрести ценное научное оборудование для Академии наук СССР.

Лагерь Памирской высокогорной экспедиции на перевале Танымас. На заднем плане ледник Танымас-4

Вернувшись в Советский Союз, Дмитрий Иванович с головой ушёл в работу, отправившись в 1928 году на Памир в должности заместителя начальника советско-германской Памирской высокогорной экспедиции, приуроченной к 200-летию Академии наук. В состав экспедиции, включавшей 26 человек, кроме Щербакова вошли известные учёные — геолог А. Н. Лабунцов, географ Н. Л. Корженевский, геодезисты И. Г. Дорофеев и К. В. Исаков, метеоролог Р. Р. Циммерман, зоолог А. Н. Рейхарт, астроном И. Я. Беляев; альпинисты — Н. В. Крыленко, О. Ю. Шмидт и другие. Немецкую делегацию, которой руководил известный альпинист Вилли Рикмер-Рикмерс, представляли 11 человек. Начальником экспедиции был Н. П. Горбунов, а её «душой» и научным руководителем — Д. И. Щербаков.
В 1920-е годы Средняя Азия, и в особенности её горные области, представляла собой большое белое пятно на географической карте, таившее, к тому же, немало опасностей. От исследователей региона в то время требовалось большое личное мужество. Известный советский географ, путешественник и историк географии Э. М. Мурзаев в своих воспоминаниях писал:

Многие годы отдал Д. И. Щербаков изучению гор и равнин Средней Азии, возглавляя научные экспедиции. Конечно, во время полевых работ не обходилось без приключений. Он участвовал в перестрелках с басмачами, тонул в бурных водах каратегинских рек, переплывал на губсарах ревущий Бартанг, шагал в сорокаградусную жару по барханам Центральных Каракумов.— Мурзаев Э. М. Рассказы об учёных и путешественниках.
Несмотря ни на какие трудности, экспедиция добилась блестящих результатов: была составлена топографическая карта исследованных ею районов Центрального и Западного Памира, обследованы районы озера Кара-Куль, бассейны рек и ледников Танымаса, Кара-Джилги, ледника Федченко, пройдены и описаны перевальные пути от ледника Федченко в долину Ванча, обнаружено мощное оледенение на границе Западного Памира, найдены месторождения ряда полезных ископаемых и выполнено много других научных работ. Больших успехов добилась и спортивная команда экспедиции: советские и немецкие альпинисты около 30 раз поднимались на вершины высотой от 5000 до 6000 метров, совершили 7 восхождений на вершины выше 6000 метров. Кроме того, немецкие альпинисты О. Алльвайн, К. Вин, Э. Шнайдер 25 сентября 1928 года впервые поднялись на пик Ленина.

А. Е. Ферсман и Д. И. Щербаков (справа) в Ходженте. 1933 год

В том же 1928 году Дмитрий Иванович параллельно с работой в Радиевом институте становится доцентом на геохимическом отделении химического факультета Ленинградского политехнического института по кафедре рудных месторождений. Здесь он впервые прочитал курс лекций, иллюстрируя их собственноручно собранными образцами руд и минералов. На преподавательской работе Дмитрий Иванович оставался и после перевода геохимической специальности в Ленинградский горный институт. Здесь курс рудных месторождений он читал в качестве доцента кафедры полезных ископаемых до переезда в Москву.
В 1929 году Д. И. Щербаков вновь побывал в Каракумах, затем совершил поездку в Забайкалье, где вместе с академиком А. Е. Ферсманом занимался изучением вольфрамитовых месторождений. Но основным направлением его практической научной работы оставался Памир. Научной частью Памирской высокогорной экспедиции, переименованной позднее в Таджикскую комплексную, затем Таджикско-Памирскую и, наконец, Среднеазиатскую, Д. И. Щербаков руководил до 1936 года. За это время советскими учёными были открыты и обследованы 30 ледников, 50 горных вершин, составлены топографические и геологические карты Таджикистана и Узбекистана, собраны коллекции образцов полезных ископаемых, описаны флора и фауна, устроены две радиопередающие высокогорные метеостанции, организована Таджикская база Академии наук СССР, заложены основы для экономического развития региона и подготовки национальных научных кадров. В 1933 году сотрудник экспедиции выдающийся советский альпинист Е. М. Абалаков совершил первое восхождение на высочайшую вершину СССР — пик Сталина.
В 1930 году в Ленинграде при Академии наук СССР был образован Геохимический институт. Его руководителем стал академик А. Е. Ферсман, который вскоре пригласил Дмитрия Иванович на должность своего заместителя. С этого времени Щербаков начинает активно заниматься редкими металлами. В 1931 году он курирует вопросы организации созванного в Ходженте по инициативе Ф. И. Вольфсона Первого Кармазарского съезда геологов, на котором выступает в качестве одного из основных докладчиков. Решения и рекомендации съезда дали толчок развитию горнодобывающей промышленности в регионах Средней Азии, богатых месторождениями драгоценных металлов, руд свинца и цинка, горно-химического сырья и урана.
В 1932 году Геохимический и Минералогический институты были объединены в Геохимический институт имени M. B. Ломоносова, который в 1934 году был переведён в Москву и в 1937 году вошёл в состав Института геологических наук Академии наук СССР. Д. И. Щербаков до 1938 года оставался в должности заместителя директора института. В это время Дмитрий Иванович продолжает заниматься вопросами геохимии редких элементов. Его практические изыскания, теоретические научные работы в этой области, рекомендации для Главного управления по добыче и переработке редких металлов (Главредмет) Наркомата тяжёлой промышленности СССР и организаторская деятельность во многом способствовали развитию редкометальной промышленности в стране. В 1936 году по совокупности заслуг Дмитрию Ивановичу Щербакову без защиты докторской диссертации была присвоена учёная степень доктора геолого-минералогических наук. Его научный доклад «Редкие элементы Средней Азии» на 17-й сессии Международного геологического конгресса, проходившего в Москве летом 1937 года, имел большой международный резонанс.

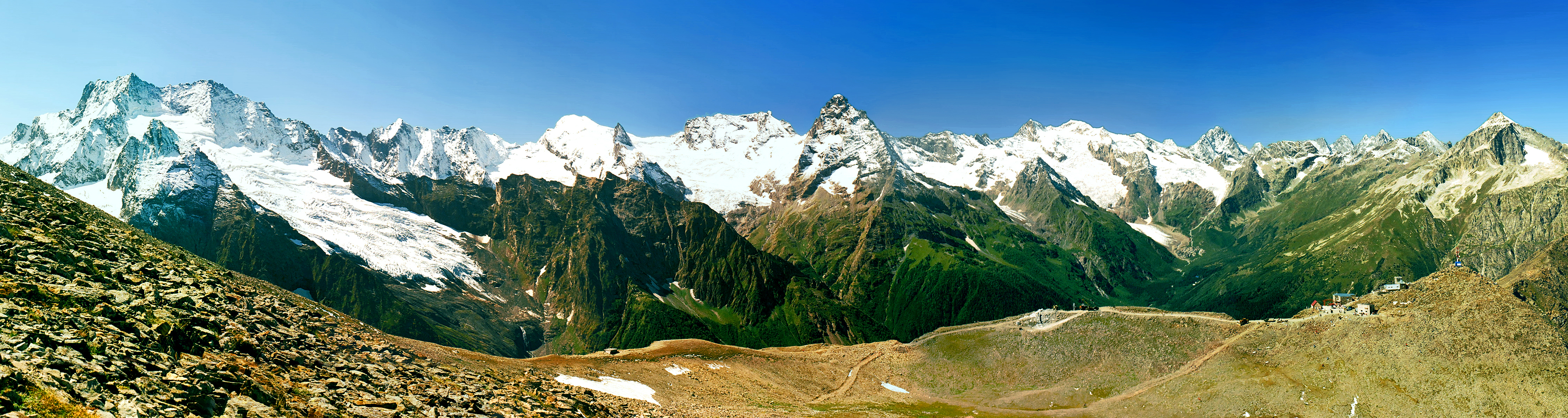
Главный Кавказский хребет

Ещё во время работы в качестве научного руководителя Среднеазиатской экспедиции Д. И. Щербаков высказал идею о существовании закономерностей размещения эндогенного оруденения в рудоносных провинциях. В скором времени ему представилась возможность проверить свою идею на практике в горах Кавказа. В 1938 году Дмитрий Иванович был назначен заведующим сектором минералогии и геохимии Института геологических наук. В этой должности он совершил несколько экспедиций на Кавказ и в Закавказье. Д. И. Щербаков провёл металлогеническое районирование Центрального Кавказа с учётом генетических типов месторождений, возраста оруденения и связей с магматизмом. На основании полученных данных он высказал предположение о «повторяемости» отложения одних и тех же элементов в разные геологические эпохи, которое было подтверждено на практике. Им были выделены площади докембрийских и палеозойских гранитоидов Главного Кавказского хребта с вольфрамово-молибденово-мышьяковым оруденением и пегматитами, содержащими редкие металлы, мезозойские Садоно-Дигорская полиметаллическая зона и Тырныаузская мобильная зона с редкометальным и медным оруденением, установлен третичный редкометально-мышьяковый пояс и мезозойский Абхазо-Свано-Раченский полиметаллический пояс, содержащий свинцово-цинковые и баритовые руды. В результате трёх лет научной работы на Кавказе Щербаков разработал новые принципы и методику составления металлогенических карт и карт прогнозов рудных месторождений, получивших большое народно-хозяйственное значение в годы Великой Отечественной войны. На основании довоенных исследований в 1941—1942 годах Дмитрий Иванович опубликовал ряд очерков по геологии редких и цветных металлов и составил картографические прогнозы рудных месторождений. Всё это оказало неоценимую помощь геологоразведочным партиям в поиске и разведке месторождений руд, необходимых для получения цветных и редких металлов, в которых остро нуждалась отечественная военная промышленность.
С 1942 по 1943 год Д. И. Щербаков руководил Кавказской экспедицией ИГН Академии наук СССР, уделяя большое внимание поиску стратегического сырья. В этот же период он выполнил несколько работ по военной географии по заданию штаба инженерных войск Закавказского фронта. На основании составленных им карт проходимости разрабатывались боевые операции фронта. Персональный вклад Дмитрия Ивановича в разгром немецко-фашистских войск на Северном Кавказе был отмечен орденом Красной Звезды и медалью «За оборону Кавказа».

### Поиски урана

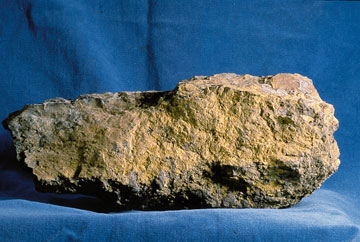
Уранинитовая руда

В 1943 году в Советском Союзе активизировались работы по созданию атомного оружия. Лаборатории И. В. Курчатова для научных экспериментов требовались значительные объёмы урана. Проблема состояла в том, что советские геологи в то время не располагали методами поиска месторождений радиоактивных минералов. Поэтому к решению задачи по поиску и добыче урановых руд был привлечён Д. И. Щербаков, один из ведущих геологов-практиков в области редких металлов. Дмитрий Иванович был переведён во Всесоюзный институт минерального сырья и включён в состав Урановой комиссии. Вскоре он подготовил научный доклад по урановой проблематике, в котором высказал предположение о том, что месторождения урана могут быть обнаружены в различных районах страны, но, понимая, что времени и средств на ведение широкомасштабных поисковых работ нет, он предложил сосредоточиться на геологоразведочных мероприятиях в среднеазиатском регионе. Обладая огромным практическим опытом и глубокими теоретическими знаниями, Щербаков указал конкретные области, где могут быть обнаружены радиоактивные минералы, и дал рекомендации для ведения разведки. В декабре 1943 года советская геологическая партия обнаружила залежи урана в Киргизии рядом с рудником Тюя-Муюн.

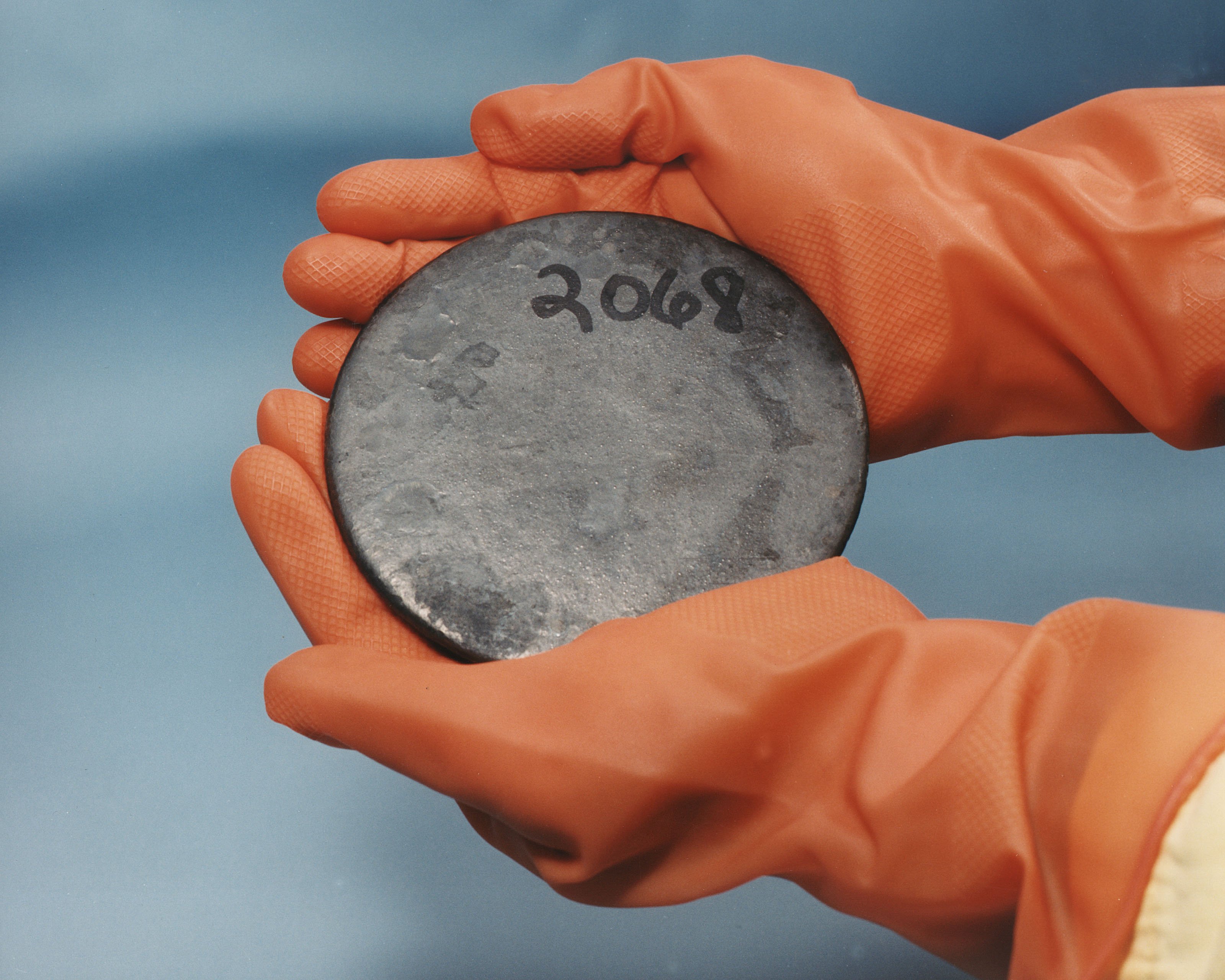
Слиток чистого урана

Это был крупный успех Щербакова, но он не удовлетворился решением текущей задачи. Дмитрий Иванович сформулировал ряд идей относительно генезиса урана в земной коре, которые в дальнейшем привели к созданию стабильной сырьевой базы урана. Он также рекомендовал радиометрию как метод предварительного поиска месторождений радиоактивных руд и предложил вести геологоразведку одновременно полевыми поисковыми группами и с воздуха. В 1944 году он возглавил научную часть Ферганской экспедиции Института Геологических наук Академии наук СССР. По поручению правительства он занимался организацией поиска, разведки и добычи урановой руды. В декабре 1944 года в лаборатории Государственного института редких металлов (Гиредмет) был выплавлен первый слиток чистого урана. В 1946 году Д. И. Щербакову было присвоено учёное звание профессора, а 4 декабря того же года на заседании Высшей аттестационной комиссии Дмитрия Ивановича избрали членом-корреспондентом Академии наук СССР по отделению геолого-географических наук.
Опыт, полученный за время работы в должности научного сотрудника Ферганской экспедиции, Д. И. Щербаков активно передавал новому поколению советских геологов. В конце 1940-х годов он подготовил курс лекций по геологии урановых месторождений, который читал геологам ВИМСа и студентам Московского геологоразведочного института. В 50-е годы XX века, уже будучи академиком-секретарём Академии наук СССР, Дмитрий Иванович координировал все радиологические работы и исследования, которые проводились в стране. По мнению академика Щербакова, именно уран стал тем движущим элементом, который способствовал стремительному развитию геологической науки в послевоенное время. Он отмечал:

 Огромный размах работ по поискам и разведке урановых месторождений, сопровождающихся постановкой специальных научных исследований, не только привёл к созданию основ теории образования урановых руд, но в значительной мере продвинул теорию рудообразования вообще— Ена В. Г., Ена Ал. В., Ена Ан. В. Открыватели земли Крымской.

### Организатор и популяризатор науки
В конце 1948 года Д. И. Щербаков занял должность заведующего отделом минералогии и геохимии в Институте геологических наук Академии наук СССР. С этого времени он становится известен как организатор и популяризатор геологической и географической наук, а также как видный специалист в деле подготовки научных кадров. Продолжая исследовать геологические особенности процессов рудообразования, он в то же самое время консультирует по различным вопросам геологические учреждения по всей стране, руководит аспирантами и научными сотрудниками, участвует в различных экспертизах, выступает с докладами на заседаниях и совещаниях. Большое значение для внедрения в экономику страны научных достижений имела его деятельность в различных комиссиях и в должности Председателя Минерально-сырьевой секции Научно-технического совета Государственного института редких металлов (1951). Много сделал Дмитрий Иванович и для популяризации науки. Он опубликовал несколько научно-популярных книг по геологии и географии, в качестве научного консультанта участвовал в создании большой серии научно-популярных кинофильмов.
В начале 1950-х годов Д. И. Щербаков на некоторое время вновь возглавил Среднеазиатскую экспедицию. Его новые исследования позволили обосновать установленный ранее эмпирическим путём один из основных критериев поисковых работ — региональную заражённость. Дмитрий Иванович доказал, что докембрийский субстрат, подстилающий активные подвижные зоны, под воздействием магматических процессов, газов и гидротермальных растворов в значительной степени способствовал региональной заражённости отдельных металлогенических провинций теми или иными металлами.
23 октября 1953 года на Общем собрании академиков Дмитрий Иванович Щербаков был избран действительным членом Академии наук СССР. Почти одновременно с этим событием он занял пост академика-секретаря Отделения геолого-географических наук, став таким образом руководителем и организатором всей советской геологии и географии. Дмитрий Иванович активно работал в Комиссии по определению абсолютного возраста геологических формаций, был членом Совета по изучению производительных сил при Академии наук, главным редактором журналов «Известия АН СССР. Серия геологическая» (с 1954 года), и «Природа» (с 1957 года), с 1955 года возглавлял Межведомственный научный совет по антарктическим исследованиям при АН СССР.
Большая административная нагрузка не позволяла Щербакову принимать участие в длительных геологических экспедициях, но тяга к перемене мест и желание постоянно узнавать что-то новое не давали ему сидеть на одном месте. Это во многом предопределило его увлечение географией.

Став специалистом по полезным ископаемым, я всегда вместе с тем интересовался физической географией, — писал Д. И. Щербаков. — Изучение природных процессов, совершающихся в наше время, помогало мне глубже понимать геологические явления далёкого прошлого…— Д. И. Щербаков. Мои путешествия. Как я стал географом.
С середины 1950-х годов Дмитрий Иванович много путешествовал. Являясь инициатором и организатором опорного и сверхглубокого бурения скважин для изучения земной коры, он работал на Кольском полуострове. В 1954 году он принимал участие в работе высокоширотной арктической экспедиции, посетил дрейфующие станции «Северный полюс-3» и «Северный полюс-4», побывал в районе Северного полюса, на архипелаге Франца-Иосифа и в Диксоне. Щербакова особенно интересовали данные по измерению глубин Северного Ледовитого океана и обнаруженному советскими океанологами подводному хребту Ломоносова. Изучив собранные во время поездки материалы, академик Щербаков пришёл к выводу, что дно Северного Ледовитого океана представляет собой опустившуюся по разломам земной коры часть суши существовавшего некогда огромного материка, включавшего также территорию современной Северной Америки, Гренландии и Евразии. Дмитрий Иванович также выдвинул предположение о сравнительной геологической молодости хребта Ломоносова, следствием чего должна была быть высокая сейсмическая активность с эпицентрами, параллельными хребту или глубоким впадинам. Этот вывод учёного нашёл своё подтверждение в исследованиях Геофизического института АН СССР. Считая также мировой океан природной кладовой химических элементов, академик Щербаков всерьёз работал над проблемой их извлечения из морской воды. В 1956 году в качестве руководителя делегации советских геологов Дмитрий Иванович совершил поездку в Мексику, где принимал участие в работе 20-й сессии Международного геологического конгресса, а в 1957 году посетил Камчатку. Результатами его путешествий стала также внушительная серия книг по географии (По Крыму, Кавказу и Средней Азии. М., 1952; Мои путешествия (Как я стал географом). Л., 1954; По горам Крыма, Кавказа и Средней Азии. М., 1954; На самолёте по Арктике. Л., 1954; Поездка в Мексику. М., 1957; В стране народа таи. М., 1959; От Арктики до тропиков. М., 1960; Пучины океана. М., 1962 и другие).
Одной из последних забот академика Щербакова стала борьба за сохранение Института мерзлотоведения имени В. А. Обручева. Хорошо понимая перспективность освоения Крайнего Севера, Дмитрий Иванович считал своим долгом попытаться спасти это уникальное в своём роде научное заведение, однако, Президиум Академии наук не поддержал ходатайство Щербакова и ещё нескольких видных учёных. Возможно, по этой причине в 1963 году семидесятилетний академик Д. И. Щербаков покинул пост академика-секретаря, посчитав, что нужно дать дорогу молодым. Но богатый опыт одного из самых ярких представителей научной школы В. И. Вернадского и А. Е. Ферсмана, основу которой составляют химико-генетическое направление и практическая направленность исследований, был по-прежнему востребован. Его пригласили на должность руководителя сразу двух научных отделов Института геологии рудных месторождений, петрографии, минералогии и геохимии Академии наук СССР. Последние годы академик Щербаков активно работал в области тектоники и металлогении активизированных областей, публиковал в печати работы по общим проблемам минералогии. В 1963 году за совокупность научных работ в области геологии, петрографии и полезных ископаемых ему была присуждена Золотая медаль имени А. П. Карпинского, а в 1965 году за разработку геолого-геохимических основ поисков полезных ископаемых и он был удостоен Ленинской премии.

Могила Щербакова на Новодевичьем кладбище Москвы.

Д. И. Щербаков был, прежде всего, геологом-практиком, но, тем не менее, им было написано около 300 научных работ. И хотя среди них почти нет монографий, многие его статьи были основополагающими, задали вектор дальнейшим исследованиям.
Скончался 25 мая 1966 года в Москве на семьдесят четвёртом году жизни. Похоронен в Москве на Новодевичьем кладбище (участок № 6 ряд 31).

## Награды и звания
- 1945 — орден Красной Звезды
- 1945 — медаль «За оборону Кавказа»
- 1945 — медаль «За доблестный труд в Великой Отечественной войне 1941—1945 гг.»
- 1953 — Орден Ленина
- 1954 — Орден Трудового Красного Знамени
- 1955 — Орден Трудового Красного Знамени
- 1958 — Почётный доктор наук Йенского Университета имени Ф. Шиллера[14].
- 1963 — Орден Ленина
- 1963 — золотая медаль имени А. П. Карпинского
- 1963 — Заслуженный деятель науки и техники Киргизской ССР[7];
- 1965 — Ленинская премия

## Память
- В честь Д. И. Щербакова в 1954 году минерал из группы силикатов K2NaTi24+O(OH)Si4O12 получил название щербаковит[30].
- Именем Д. И. Щербакова назван хребет в горах Орвин в Антарктиде[5][31].
- Именем Д. И. Щербакова названа подводная гора в Индийском океане юго-западу от острова Рождества[5][31].
- Именем Д. И. Щербакова названа улица в городе Айдаркен Баткенской области Кыргызстана и переулок в городе Новозыбкове Брянской области России.
- Именем Д. И. Щербакова названа карстовая пещера-источник на Ай-Петринском массиве Главной Крымской гряды[32].
- Имя Д. И. Щербакова увековечено на мемориальной доске, установленной на фасаде Таврического национального университета имени В. И. Вернадского в городе Симферополе[32].